# Bouxwiller (Basso Reno)
Bouxwiller è un comune francese di 3 988 abitanti situato nel dipartimento del Basso Reno nella regione del Grand Est. È situato a 33 chilometri da Strasburgo.

## Società

### Evoluzione demografica
Abitanti censiti

## Amministrazione

### Gemellaggi
- Babenhausen, dal 1985